# جبار إيز باك
جبار إيز باك أو عودة جبار (جبار عاد) (بالهندية: गब्बर इज़ बैक) هو فيلم هندي صدر سنة 2015 من إخراج المخرج كريش وإنتاج سانجاي ليلا بهنسالي وبطولة الممثل أكشاي كومار رفقة شروتي حسن.

## ملخص
تتحدث قصة الفيلم عن أديتيا الرجل الذي أحب فتاة عن طريق الصدفة؛ هذه الفتاة هي سوناينا (كارينا كابور) والتي ماتت أثناء انهيار بنايات مما يدفعه إلى الانتقام لروحها التي يعتبرها "روحا طاهرة"، كما يتطرق الفيلم لقضية فساد الموظفين السياسيين في الهند، وهو الأمر الذي سيحول أديتيا الشاب العادي إلى جبار الذي لا يرغب في أي شيء سوى الانتقام وذلك من خلال القضاء على أي موظف حكومي كيف ما كان نفوذه وسلطته، كما سيتمكن من تدمير أكبر سياسي فاسد في البلاد وهو ديفجفيه باتل؛ حيث سيقوم بقتله ثم يُسلم نفسه للعدالة ليحكم عليه بالإعدام.

## طاقم التمثيل
- أكشاي كومار في دور أديتيا/جبار
- كارينا كابور في دور سوناينا؛ زوجة جبار المتوفية بسبب أعمال الغش في البناء
- شروتي حسن في دور شروتي (محامية)

## روابط خارجية
- جبار إيز باك على موقع IMDb (الإنجليزية)
- جبار إيز باك على موقع روتن توميتوز (الإنجليزية)
- جبار إيز باك على موقع نتفليكس (الإنجليزية)
- جبار إيز باك على موقع فيلمافينيتي (الإسبانية)
- جبار إيز باك على موقع قاعدة بيانات الفيلم (الإنجليزية)
- جبار إيز باك على موقع ليتربوكسد (الإنجليزية)
- جبار إيز باك على موقع كينوبويسك (الروسية)